# Ла Мальфа, Джорджо
Джорджо Ла Мальфа (итал. Giorgio La Malfa; род. 13 октября 1939, Милан) — итальянский политик, министр без портфеля по вопросам европейской политики (2005—2006).

## Биография
Родился 13 октября 1939 года в Милане, сын исторического лидера Итальянской республиканской партии Уго Ла Мальфы. В 1961 году окончил Павийский университет, где изучал право, а в 1964 году — Кембриджский университет по специальности «политэкономия».
В 1972 году избран в Палату депутатов от Республиканской партии, в отличие от своего отца не считал возможным сближение с левыми партиями. В 1981 году после смерти в 1979 году отца стал секретарём ИРП вместо возглавившего правительство Джованни Спадолини и получил портфель министра бюджета и экономического планирования. В 1980-е годы привёл республиканцев в левоцентристскую коалицию пяти партий, известную под названием Пентапартито, которая правила Италией до 1990 года. В 1992 году ИРП потерпела на выборах сокрушительное поражение с результатом 4,6 % вопреки надеждам Ла Мальфы, который рассчитывал получить новых избирателей после развала ХДП (в ходе знаменитой антикоррупционной кампании «Чистые руки» Ла Мальфе так же были предъявлены обвинения в нарушениях, допущенных при финансировании партии, и он ушёл в отставку с поста лидера ИРП). В 1994 году ИРП вошла в центристский Пакт за Италию, а в 1996 году — в левоцентристскую коалицию «Олива», присоединившись к списку «За Проди». Сочтя интересы республиканцев ущемлёнными, в 2001 году привёл ИРП в «Дом свобод» Берлускони и после успеха этого правоцентристского блока на выборах возглавил Финансовую комиссию Палаты депутатов.
В 1989—1999 годах являлся депутатом Европейского парламента.
23 апреля 2005 года в качестве представителя Республиканской партии назначен министром без портфеля в третьем правительстве Берлускони и отвечал в нём за европейскую политику.
В 2006 году переизбран в парламент, теперь по списку партии Вперёд, Италия, в 2008 году — при поддержке Народа свободы, но в том же году перешёл в Смешанную фракцию Палаты депутатов. В 2011 году исключён из Итальянской республиканской партии за несогласие с её политикой поддержки нового состава парламента.

## Труды
- Le innovazioni nelle teorie dello sviluppo (1970);
- L’economia italiana dal 1974 al 1978, pubblicato in tre volumi (1975-1976-1977);
- L’Italia al bivio. Ristagno o sviluppo (in collaborazione con E. Grilli e P. Savona, 1985);
- L’Europa legata, i rischi dell’Euro (2000);
- Cuccia e il segreto di Mediobanca (2014);
- Keynes l’eretico (2022).